# 五鹿屋村
五鹿屋村（ごかやむら）は、かつて富山県東礪波郡にあった村。現在の砺波市中南部の五鹿屋地区にあたる。
村名は村内の大字である五郎丸、鹿島、荒高屋のから各一文字ずつとって名付けられた。

## 沿革
- 1889年（明治22年）4月1日 - 町村制の施行により、礪波郡五郎丸（ごろうまる）村、鹿島（かのしま）村及び荒高屋（あらだかや）村の区域をもって、礪波郡五鹿屋村が発足する。
- 1896年（明治29年）3月29日 - 郡制の施行のため、礪波郡が分割して、東礪波郡が発足により、東礪波郡に所属となる。
- 1913年（大正2年） - 種田村大字高儀新村の一部を編入し、その他を併せて花島と改称[3]。
- 1952年（昭和27年）4月1日 - 東礪波郡出町、油田村、五鹿屋村、中野村、庄下村及び林村が合併して、東礪波郡砺波町が発足する。